# 王随生
王随生（1948年11月4日—2021年11月14日），郑州人，中国足球运动员、足球教练，河南建业历史上执教时间最长的主教练，被河南球迷誉为“足球教父”。

## 生平
1965年，从郑州市第二十三中学入选河南足球队，参加了历年全国足球联赛和五项球类运动会、第三届全运会足球预赛。退役后，在河南省体校任教练。1985年，担任河南足球队教练，实现了河南足球的三次突破——1985年河南足球队首次冲入全国甲级队、1987年河南队首次闯入全运会决赛、1989年河南队夺得甲B冠军。1994年12月27日至1998年8月17日，首次担任河南建业主教练。1999年6月9日至2001年7月，再次担任河南建业主教练。1999年，在中乙决赛中2:1击败解放军超能，获得中乙冠军，重返甲B。2001年，担任河南建业足球学校总教练。2006年，升任河南建业副总经理，负责建业足校和球迷的组织工作。2015年，发起“山娃足球”公益项目。2021年5月23日起至去世，任一线队技术顾问。
2021年11月14日晚，突发急病，经抢救无效后逝世，享年73岁。